# Uclés
Uclés è un comune spagnolo di 234 abitanti situato nella comunità autonoma di Castiglia-La Mancia.

## Storia
Nel 1108 questa località divenne famosa per la battaglia tra le truppe cristiane e quelle islamiche che vide una vittoria di queste ultime con la conquista di diversi castelli (tra cui ovviamente quello della stessa Uclés) e la morte dell'erede al trono di León e Castiglia (figlio di Re Alfonso VI di Castiglia). Dopo il recupero del castello da parte cristiana, questo venne fortificato e affidato ai Cavalieri di San Giacomo, cioè dell'Ordine di Santiago.
Fu la sede di questo Ordine monastico-cavalleresco e il loro grandioso monastero domina ancora il paese. L'attuale edificio fu iniziato nel 1529 per volere dell'Imperatore Carlo V (Carlo I come Re di Spagna), dal 1523 Gran Maestro dello stesso ordine al posto di una fortezza dei Cavalieri di Santiago, continuando anche la funzione di ospedale e ospizio per i pellegrini della precedente costruzione. Nel 1577 Filippo II di Spagna vi passò la Settimana Santa e ospitò spesso personaggi illustri. Nel 1836 il monastero fu soppresso dal governo "liberale" anche se l'ultimo Priore locale mantenne un'autonoma giurisdizione ecclesiastica di carattere episcopale fino alla sua morte nel 1844 (e di fatto l'ordine continuò la sua giurisdizione indipendente fino al 1873). Dopo la chiusura come monastero fu utilizzato come collegio, seminario e scuola. Nel Novecento fu utilizzato anche come carcere e, dopo la guerra civile, fu restaurato ed è uno dei principali monumenti della provincia.
Ad Uclés il 13 gennaio 1809 si svolse una battaglia fra le truppe del generale francese Victor e quelle del generale spagnolo Venegas, facenti parte dell'armata del duca di Intifado. La vittoria arrise ai francesi: gli spagnoli persero circa 7.000 uomini fra morti, feriti e prigionieri.